# 下田光平
下田 光平（しもだ こうへい、1989年4月8日 - ）は、秋田県秋田市仁井田出身の元サッカー選手。ポジションは主にミッドフィールダー（MF）。

## 来歴
小学校3年生時に 地元・秋田のスポーツ少年団でサッカーを始め、中学生時に所属したFCあきたでボランチに転向。3年生時に高円宮杯全国大会に出場。秋田商高在学時には、恵まれた体格に身体能力と当たりの強さを備え、ダイナミックなプレーぶりから「みちのくの稲本」と呼ばれていた。
2008年、名古屋などとの争奪を経てFC東京へ入団。入団会見では「目標とする選手は今野泰幸」とコメント。同年の公式戦出場機会は掴めなかったが、サテライトや練習試合ではチームのレギュラー選手相手に、守備から攻撃の第一歩となるプレーが通用する所を見せた。また、U-19日本代表メンバーに定着し同年開催のAFC U-19選手権に出場。U-19サウジアラビア戦ではMF香川真司とのドイスボランチを構成した。
2009年1月には各クラブで出番に恵まれない選手で構成されたU-20日本代表に選出され、カタール国際ユーストーナメントに出場。同年5月末、下田を「守備の強い、90分走ることができるタフな選手」と評価していた木山隆之 が指揮を執るJ2・水戸ホーリーホックへの期限付き移籍が発表されると、そのわずか3日後の同月30日に行なわれたJ2第18節・対仙台戦で早速先発で起用され公式戦デビューを果たす。守備のユーティリティープレイヤーとして重宝がられていたが、同年9月のJ2第38節横浜FC戦で左膝前十字靱帯を損傷。全治半年以上の診断を受け戦線を離脱。
2010年も移籍期間を延長し、同年5月のJ2第13節熊本戦で復帰。ボールホルダーへの厳しいチェックを見せた。当時の水戸はドイスボランチの両方に攻撃的な選手を起用しており、下田に多くの出場機会が与えられることはなかったが、シーズン終盤のJ2第34節札幌戦からはレギュラーに固定。チームメートのDF大和田真史から「人に強いし、ボールを取るのもうまい」と評された 守備力を発揮し、木山からも「いい位置取りで（相手の）攻撃の芽を摘んで、攻撃の起点にもなっていた」 などと賛辞され、守備で貢献するボランチとして存在感を示した。
2011年は移籍期間を満了し FC東京へ復帰。同年はMF高橋秀人がアンカーのポジションで定着したため出場機会は限られたが、高橋が出場停止となったJ2第34節湘南戦でFC東京での初先発を果たし、猛烈なプレスで相手のパスの出所を塞ぎ、広範囲をカバーする守備意識の高さで穴を埋めた。
2012年3月にFC町田ゼルビアへ期限付き移籍。登録後すぐに先発出場を続けるようになり、J2第9節甲府戦でプロ入り後初得点を挙げた。しかし持ち前のボール奪取で激しいプレーを続けたことによる代償か、町田でも負傷による長期離脱を余儀なくされた。シーズン終盤に復帰するも、移籍期間満了により同年限りで退団。
2013年からV・ファーレン長崎へ完全移籍。長崎では対人の強さを買われ、ストッパーとして3バックの一角に配された。同年4月のJ2第9節熊本戦ではプレーとは無関係に相手選手に対し頭突きをしたことが「乱暴な行為」に相当すると判定され、1試合の出場停止処分を科された。2014年にかけて雑なプレーを減らし成長を見せたが 同年限りで長崎との契約を満了。
2015年より地元のブラウブリッツ秋田に完全移籍。
2017年12月、現役引退が発表された。
2018年より東京フットボールクラブに入社し、古巣FC東京のスクールコーチに就任。
2020年より株式会社CrushOnに入社。

## 所属クラブ
- 1998年 - 2001年 仁井田レッドスターズ[注 2] (秋田市立仁井田小学校)
- 2002年 - 2004年 FCあきた
- 2005年 - 2007年 秋田市立秋田商業高等学校
- 2008年 - 2012年  FC東京
  - 2009年5月 - 2010年  水戸ホーリーホック (期限付き移籍)
  - 2012年3月 - 同年12月  FC町田ゼルビア (期限付き移籍)
- 2013年 - 2014年  V・ファーレン長崎
- 2015年 - 2017年  ブラウブリッツ秋田

## 個人成績
| 国内大会個人成績 | 国内大会個人成績 | 国内大会個人成績 | 国内大会個人成績 | 国内大会個人成績 | 国内大会個人成績 | 国内大会個人成績 | 国内大会個人成績 | 国内大会個人成績 | 国内大会個人成績 | 国内大会個人成績 | 国内大会個人成績 |
| 年度             | クラブ           | 背番号           | リーグ           | リーグ戦         | リーグ戦         | リーグ杯         | リーグ杯         | オープン杯       | オープン杯       | 期間通算         | 期間通算         |
| 年度             | クラブ           | 背番号           | リーグ           | 出場             | 得点             | 出場             | 得点             | 出場             | 得点             | 出場             | 得点             |
| 日本             | 日本             | 日本             | 日本             | リーグ戦         | リーグ戦         | リーグ杯         | リーグ杯         | 天皇杯           | 天皇杯           | 期間通算         | 期間通算         |
| ---------------- | ---------------- | ---------------- | ---------------- | ---------------- | ---------------- | ---------------- | ---------------- | ---------------- | ---------------- | ---------------- | ---------------- |
| 2008             | FC東京           | 35               | J1               | 0                | 0                | 0                | 0                | 0                | 0                | 0                | 0                |
| 2009             | FC東京           | 35               | J1               | 0                | 0                | 0                | 0                | -                | -                | 0                | 0                |
| 2009             | 水戸             | 16               | J2               | 17               | 0                | -                | -                | 0                | 0                | 17               | 0                |
| 2010             | 水戸             | 16               | J2               | 14               | 0                | -                | -                | 1                | 0                | 15               | 0                |
| 2011             | FC東京           | 35               | J2               | 3                | 0                | -                | -                | 1                | 0                | 4                | 0                |
| 2012             | FC東京           | 35               | J1               | 0                | 0                | -                | -                | -                | -                | 0                | 0                |
| 2012             | 町田             | 28               | J2               | 16               | 1                | -                | -                | 1                | 0                | 17               | 1                |
| 2013             | 長崎             | 28               | J2               | 13               | 0                | -                | -                | 0                | 0                | 13               | 0                |
| 2014             | 長崎             | 28               | J2               | 15               | 1                | -                | -                | 1                | 0                | 16               | 1                |
| 2015             | 秋田             | 43               | J3               | 34               | 0                | -                | -                | 2                | 0                | 36               | 0                |
| 2016             | 秋田             | 43               | J3               | 15               | 1                | -                | -                | 2                | 0                | 17               | 1                |
| 2017             | 秋田             | 43               | J3               | 7                | 0                | -                | -                | 1                | 0                | 8                | 0                |
| 通算             | 日本             | 日本             | J1               | 0                | 0                | 0                | 0                | 0                | 0                | 0                | 0                |
| 通算             | 日本             | 日本             | J2               | 78               | 2                | -                | -                | 4                | 0                | 82               | 2                |
| 通算             | 日本             | 日本             | J3               | 56               | 1                | -                | -                | 5                | 0                | 61               | 1                |
| 総通算           | 総通算           | 総通算           | 総通算           | 134              | 3                | 0                | 0                | 9                | 0                | 143              | 3                |

| 国際大会個人成績 | 国際大会個人成績 | 国際大会個人成績 | 国際大会個人成績 | 国際大会個人成績 |
| 年度             | クラブ           | 背番号           | 出場             | 得点             |
| AFC              | AFC              | AFC              | ACL              | ACL              |
| ---------------- | ---------------- | ---------------- | ---------------- | ---------------- |
| 2012             | FC東京           | 35               | 0                | 0                |
| 通算             | AFC              | AFC              | 0                | 0                |

その他公式戦
- 2013年 
  - J1昇格プレーオフ 1試合0得点
- Jリーグ初出場 - 2009年5月30日 J2第18節 vsベガルタ仙台 (笠松)
- Jリーグ初得点 - 2012年4月22日 J2第09節 vsヴァンフォーレ甲府 (中銀)

## タイトル
- 北海道国際ユースサッカー大会 (2005年)
- Jリーグ ディビジョン2 (2011年)
- 天皇杯全日本サッカー選手権大会 (2011年)

ブラウブリッツ秋田
- J3リーグ：1回（2017年）

### 個人
- 仙台カップ国際ユースサッカー大会 MIP (2006年)

## 代表歴
- 2005年 U-16日本代表 北海道国際ユースサッカー大会 (優勝)
- 2006年
  - U-17日本代表 サニックス杯国際ユースサッカー大会
  - U-18東北代表 仙台カップ国際ユースサッカー大会 (MIP・4位)
- 2007年
  - U-18日本代表 オーストラリアユースオリンピックフェスティバル
  - U-18東北代表 仙台カップ国際ユースサッカー大会 (2位)
- 2008年 U-19日本代表 SBSカップ、フルーナベイヘン国際ユース大会 (7位)、仙台カップ国際ユースサッカー大会 (2位)、AFC U-19選手権・サウジアラビア大会 (ベスト8)
- 2009年 U-20日本代表 カタール国際ユーストーナメント (3位)
- 2011年 U-22日本代表候補  ロンドンオリンピックアジア最終予選予備登録[37]